# Gotthard Hinteregger
Gotthard Hinteregger (* 16. Mai 1967 in Villach, Kärnten), Kampfname „The Cougar“ (dt.: Der Puma) ist ein ehemaliger, österreichischer Profiboxer im Halbmittelgewicht, sowie ehemaliger Interkontinentaler Meister der Weltverbände IBF und WBO.

## Boxkarriere
Erst im Alter von 27 Jahren begann Hinteregger mit dem Boxen, als er von Kampfsportlehrer Hans Senfter in den Grundtechniken eingeschult wurde. Nach einer kurzen Amateurlaufbahn mit lediglich elf Kämpfen wurde er 1997 Profiboxer beim Boxteam Vienna. Seinen ersten Profikampf absolvierte er am 23. September 1997 gegen den Slowaken Marek Jesenic und gewann nach Punkten. Es folgten drei weitere Siege, ehe er am 13. Juni 1998 gegen den Slowaken Gustav Liptak sein erstes und einziges Unentschieden boxte. In seinem nächsten Kampf, am 10. Oktober 1998, erlitt er die erste Niederlage seiner Karriere; er unterlag in seiner Heimatstadt Wien dem Bosnier Dalibor Kitić durch technischen K. o. in Runde 3. Hinteregger galt auf europäischer Ebene bis zum Ende seiner Karriere aufgrund seiner positiven Kampfbilanz als gern verpflichteter Aufbaugegner für aufstrebende Boxtalente.
Am 29. April 2000 boxte er in Dänemark gegen Michael Rask, der nur vier Monate zuvor gegen Javier Castillejo um den Weltmeistertitel der WBC geboxt und dabei die erste Niederlage seiner Karriere erlitten hatte. Hinteregger verlor den Kampf durch technischen K. o. in der 4. Runde. Am 7. Juli 2001 verlor er in Magdeburg beim Kampf um die Internationale Deutsche Meisterschaft, durch K. o. in Runde 5 gegen den ungeschlagenen Dirk Dzemski. Am 13. Oktober 2001 verlor er erneut durch K. o. gegen den späteren IBO-Weltmeister aus Ungarn, Mihály Kótai.
Am 2. März 2002 gewann er mit einem K. o.-Sieg in Runde 5 über Zdenek Zubko, den Österreichischen Meistertitel im Mittelgewicht. Am 13. April selben Jahres versuchte er sich auch noch den Mittelgewichtstitel der WBB zu sichern, scheiterte jedoch am Deutschen Meister Danny Thiele durch Punkteniederlage. Dafür gelang ihm am 11. Februar 2003 ein Punktesieg über den Tschechischen Meister Radek Hrabák.
Am 11. Mai 2004 gewann er überraschend den Interkontinentalen Meistertitel der IBF im Halbmittelgewicht, durch einen K. o.-Sieg in Runde 4 über den ungeschlagenen Italiener Emanuele Grilli. Bei diesem live auf Eurosport übertragenen Kampf, musste Grilli bereits in der 2. Runde zu Boden und erlitt schließlich die einzige Niederlage in den 22 Profikämpfen seiner vierjährigen Karriere.
Seine erste Titelverteidigung bestritt er am 8. Oktober 2004 als Vorkampf eines Europameisterschaftskampfes von Nicky Cook (späterer WBO-Weltmeister) im englischen Brentwood. Sein Gegner war der ehemalige Ungarische Meister im Weltergewicht und EM-Herausforderer Jozsef Matolcsi, der bis dahin 18 seiner 24 Kämpfe gewann, davon 13 durch Knockout. Hinteregger dominierte den Kampf deutlich und schickte den Ungarn insgesamt viermal zu Boden, ehe Hinteregger kurz nach Beginn der 8. Runde selbst von einem schweren linken Haken getroffen wurde, k. o. in die Ringseile stürzte und für etwa eineinhalb Minuten nicht mehr auf die Beine kam. Der Kampf wurde später von der britischen Boxpresse zum besten Boxkampf des Abends gewählt.
Am 2. April 2005 kam es dann zum Rückkampf der beiden im deutschen Velten, den alleine in Ungarn rund zwei Millionen Zuseher per TV-Gerät verfolgten. Diesmal zeigten sich beide Boxer zurückhaltender, wobei Hinteregger den Kampf erneut dominierte. Matolcsi wurden zudem zwei Punkte wegen ständigen Klammerns und Tiefschlagens abgezogen. Nach den vollen 12 Runden wurde Hinteregger zum Punktesieger erklärt und gewann nicht nur den Interkontinentalen Meistertitel der IBF zurück, sondern erhielt auch den vakanten Interkontinentalen Meistertitel der WBO. Im Mai 2005 stand er bereits auf Platz 15 der WBO-Weltrangliste.
Am 29. Oktober 2005 verlor er den IBF-Titel erneut in seiner ersten Titelverteidigung durch technischen K. o. in Runde 11 an den mehrfachen Deutschen Meister Marco Schulze. Seinen WBO-Titel hatte er zuvor niederlegen müssen, um sich auf die Verteidigung des IBF-Gürtels zu konzentrieren. Am 9. Dezember 2005 kam es zum dritten Aufeinandertreffen mit Jozsef Matolcsi; dieses Mal boxten sie um den vakant gewordenen Weltmeistertitel der WBF im Halbmittelgewicht. Matolcsi gewann den Kampf durch technischen K. o. in Runde 11, nachdem ihm bereits in Runde 1 ein Niederschlag gelungen war. Am 29. April 2006 verlor Hinteregger nach Punkten gegen den ungeschlagenen späteren WBC-Weltmeister Sebastian Zbik.
Am 25. Juni 2006 trat er in einem spektakulären Kampf um den österreichischen Meistertitel im Halbmittelgewicht gegen den bis dahin ungeschlagenen Gogi Knežević in den Ring. Nachdem Knežević die ersten drei Runden dominiert hatte, vergaß er jedoch in der vierten Runde auf seinen Mundschutz. Durch eine harte Gerade von Hinteregger verlor er einen Schneidezahn, der sich schräg in den Unterkiefer bohrte und es ihm unmöglich machte, seinen Mundschutz wieder einzusetzen. Hinteregger wurde daraufhin zum Sieger durch technischen K. o. erklärt.
Anschließend bestritt er noch erfolglose Kämpfe gegen die Deutschen Meister Maurice Weber und Norman Schuster sowie gegen den IBF- und WBC-Juniorenweltmeister Grzegorz Proksa aus Polen.
Seinen letzten Profikampf bestritt er am 19. Oktober 2008 gegen den Ungar Gabor Balogh und gewann nach Punkten.

## Erfolge
- 2002: Österreichischer Meister im Mittelgewicht
- Mai 2004: Interkontinentaler Meister im Halbmittelgewicht der IBF
- April 2005: Interkontinentaler Meister im Halbmittelgewicht der IBF
- April 2005: Interkontinentaler Meister im Halbmittelgewicht der WBO
- 2006: Österreichischer Meister im Halbmittelgewicht